# تیم ملی هندبال مصر
تیم ملی هندبال مصر (انگلیسی: Egypt national handball team) نماینده کشور مصر در مسابقات بین‌المللی ورزش هندبال است.
این تیم در سال ۱۹۶۰ میلادی عضو فدراسیون بین‌المللی هندبال شده و سابقه نایب قهرمانی در قهرمانی هندبال مردان جهان ۲۰۱۵ را در کارنامه دارد.